# یواس‌اس چیتندن کانتی (ال‌اس‌تی-۵۶۱)
یواس‌اس چیتندن کانتی (ال‌اس‌تی-۵۶۱) (به انگلیسی: USS Chittenden County (LST-561)) یک کشتی بود که طول آن ۳۲۸ فوت (۱۰۰ متر) بود. این کشتی در سال ۱۹۴۴ ساخته شد.